# آبشار لیوینگستون
آبشار لیوینگستون (به فرانسوی: Chutes Livingstone؛ هلندی: Livingstonewatervallen)، که به نام کاشف بریتانیاییش دیوید لیوینگستون نامگذاری شده‌است، مجموعه ای از تپه‌های عظیم در مسیر پایینی رودخانه کنگو در غرب آفریقای استوایی در جمهوری دموکراتیک کنگو است..